# SIAI S.17
Le SIAI S.17 est un hydravion de course italien construit par SIAI pour le Trophée Schneider 1920.

## Conception et développement
Bien que les précédents avions SIAI avaient déjà été utilisés pour la course, le S.17 fut le premier avion de la firme spécialement conçu pour cet usage. Son moteur Ansaldo San Giorgio 4E-14 de 310 ch lui donnait une vitesse de pointe de 290,9 km/h,.

## Histoire opérationnelle
Le S.17 participa au Trophée Schneider 1920 à Monaco, mais il s'écrasa lors d'un décollage et ne fini pas la course.

## Opérateurs
Royaume d'Italie